# HD 79351
HD 79351 (V357 Carinae, a Car, a Carinae) è un sistema stellare di magnitudine 3,4 situato nella costellazione della Carena. Dista 419 anni luce dal sistema solare.

## Osservazione
Si tratta di una stella situata nell'emisfero celeste australe. La sua posizione è fortemente australe e ciò comporta che la stella sia osservabile prevalentemente dall'emisfero sud, dove si presenta circumpolare anche da gran parte delle regioni temperate; dall'emisfero nord la sua visibilità è invece limitata alle regioni temperate inferiori e alla fascia tropicale. Essendo di magnitudine 3,4, la si può osservare anche dai piccoli centri urbani senza difficoltà, sebbene un cielo non eccessivamente inquinato sia maggiormente indicato per la sua individuazione.
Il periodo migliore per la sua osservazione nel cielo serale ricade nei mesi compresi fra febbraio e giugno; nell'emisfero sud è visibile anche per buona parte dell'inverno, grazie alla declinazione australe della stella, mentre nell'emisfero nord può essere osservata limitatamente durante i mesi primaverili boreali.

## Caratteristiche fisiche
La stella è una binaria spettroscopica classificata come subgigante blu e formata da due stelle molto simili tra loro, di classe spettrale B2IV e che orbitano una attorno all'altra in un periodo di 7,74 giorni
Le due componenti hanno un raggio simile a quello del Sole e sono anche binarie a eclisse, con la magnitudine che può variare da +3,41 a +3,44.
La magnitudine assoluta del sistema è di -2,14 e la sua velocità radiale positiva indica che la stella si sta allontanando dal sistema solare.